# 居初津奈女
居初 津奈女（いそめ つなじょ、生没年不詳）は、江戸時代の女性著述家、画家。17世紀後半から18世紀初頭にかけて活動したと考えられている（史跡足利学校事務所による）。

## 来歴
居初氏、名は津奈。「津音」とも記す。貞享から元禄の頃にかけて、京都で女性向けの仮名の往来物や奈良絵本を多く著し刊行している。その奥付には「居初女津奈」、「居初氏女津奈」などとある。これらは単に仮名の手本としてだけではなく、当時の女性が守るべき教訓や消息文の書き方、言葉遣いなどについても触れており、津奈女自身が描いた挿絵が入るものもある。その著『女書翰初学抄』の序文によればもともと京都の人ではなく、「壮年」の時に京に上って移り住んだ。そして20年ほど経った頃、ある人から「女文章のしるべ」となるものを書くよう勧められ、辞退したが「望める事数多度」だったので著したのが『女文章鑑』だったという。生没年は不明だが、延享4年（1747年）刊行の『女文章都織』はそれまでの津奈女の著作とは体裁などが違うことから、これは遺稿を出版したものであり、それ以前に死去していたといわれている。なお奈良県立美術館には「雛形絵巻」一巻（紙本着色）を所蔵し、これが津奈女の筆であると伝わるが落款や印章は無く、画風は吉田半兵衛風とされる。

## 著作
- 『女文章鑑』　※貞享5年（1688年）3月刊行
- 『女百人一首』　※貞享5年3月刊行
- 『女書翰初学抄』　※元禄3年（1690年）1月刊行
- 『絵入女教訓文章』　※元禄7年（1694年）3月刊行、津奈女筆の挿絵入り
- 『女誡絵入女実語教』・『女誡絵入女童子教』　※元禄8年3月刊行、津奈女筆の挿絵入り。書名は違うが『女実語教』を上巻、『女童子教』を下巻とし上下2巻としている。